# Polystichum zayuense
Polystichum zayuense är en träjonväxtart som beskrevs av W. M. Chu och Z. R. He. Polystichum zayuense ingår i släktet Polystichum och familjen Dryopteridaceae. Inga underarter finns listade.